# Maria Leopoldine de Austria
Maria Leopoldine (n. 28 noiembrie 1632, Innsbruck, Austria – d. 7 august 1649, Viena, Monarhia Habsburgică) a fost împărăteasă a Sfântului Imperiu Roman ca soție a lui Ferdinand al III-lea, Împărat Roman.

## Biografie
A fost fiica lui Leopold al V-lea, Arhiduce de Austria și a soției acestuia, Claudia de Medici și împărăteasă consort a lui Ferdinand al III-lea, Împărat Roman. La 2 iulie 1648 la Linz, ea s-a căsătorit cu Ferdinand. Împreună au avut un singur copil, Karl Josef de Austria (n, 7 august 1649),  care a murit în adolescență. Maria Leopoldine a murit la naștere, la 7 august 1649 și a fost înmormântată la 21 august la cripta imperială din Viena.
1. ↑  Habsburg, Maria Leopoldine (BLKÖ)[*] Verificați valoarea |titlelink= (ajutor)
2. ↑  WikiTree, accesat în 24 mai 2020
3. ↑  WeRelate, accesat în 24 mai 2020
4. ↑  Find a Grave, accesat în 24 mai 2020
5. ↑  Sejm-Wielki.pl, accesat în 24 mai 2020
6. ↑  Genealogics, accesat în 24 mai 2020